# Relaciones Egipto-Uruguay
Las relaciones Egipto-Uruguay son las relaciones exteriores entre Egipto y Uruguay. Egipto tiene una embajada en Montevideo. Uruguay tiene una embajada en El Cairo y un consulado en Alejandría.
Ambos países son miembros del Grupo de los 77 y las Naciones Unidas.

## Comercio
En las relaciones comerciales, Egipto es un socio comercial importante para Uruguay, con más de 26 millones de dólares en ventas de soja; Egipto es también un importante comprador de corderos uruguayos. Desde 2004 existe un Acuerdo Marco entre Egipto y los países del Mercosur.

## Cultura
Montevideo tiene un pequeño Museo Egipcio Antiguo, Celebrada por la Sociedad Uruguaya de Egiptología (establecida en 1980); a notable Uruguayan Egyptologist is Juan José Castillos.
Hay un Centro Egipcio para la Cultura Islámica en Montevideo.